# Ренди Шекман
Ренди Шекман (енгл. Randy Schekman; рођен 30. децембра 1948) амерички је цитолог на Универзитету Калифорније и бивши главни уредник PNAS-а.   Године 2011. проглашен је за уредника eLife-а, часописа са отвореним приступом који су објавили медицински институт Хауард Хјуз и друштво Макс Планк 2012. За члана Националне академије наука изабран је 1992. године. Добитник је Нобелове награде за медицину 2013. године, заједно са Џејмсом Ротманом и Томасом Зидхофом.

## Детињство, младост и образовање
Рођен је у Сент Полу 30. децембра 1948. Крајем 1950-их његова породица се преселила у Росмур. Завршио је средњу школу у Анахајму 1966. године. Дипломирао је молекуларне науке на Универзитету Калифорније 1971. године. Трећу годину провео је на Универзитету у Единбургу, као студент на размени.  Докторирао је 1975. године на Универзитету Станфорд, истражујући репликације ДНК са Артуром Корнбергом. Након што се придружио Универзитету Калифорније, 1984. године, унапређен је у ванредног професора и 1994. године, у редовног професора. 

## Истраживање и каријера
Од 1991. истраживач је медицинског института Хауард Хјуз, одељења за биохемију и молекуларну биологију, одељења за молекуларну и ћелијску биологију, на Универзитету Калифорније. Шекманова лабораторија на том универзитету врши истраживање молекуларних процеса састављања мембране.  Пре тога био је члан одељења за биохемију, на истом универзитету.

### Награде и признања
Године 1992. изабран је за члана Националне академије наука. Године 2002. добио је Ласкерову награду за базична истраживања у медицини. Добитник је награде Масри на Универзитету Јужне Калифорније, 2010. године. Члан Краљевског друштва је од 2013. године. 
Добитник је Нобелове награде за медицину 2013. године, заједно са Џејмсом Ротманом и Томасом Зидхофом. Награду од 400.000 долара донирао је за формирање фонда за истраживање карцинома на Универзитету Калифорније. Његова мајка и сестра, по којем је фонд добио име, умрле су од карцинома.
Године 2017. примио је награду Златна плоча.

## Наука отвореног приступа
У децембру 2013. године затражио је реформу издавања академских часописа и научних публикација отвореног приступа, најавивши да његова лабораторија на Универзитету Калифорније више неће објављивати угледне часописе Nature, Cell и Science. Критиковао је те часописе због вештачког ограничавања броја публикација које су прихваћене да би повећале потражњу. Такође, наводи да часописи прихватају радове који ће бити често цитирани, теже да повећају углед часописа, а не да прикажу важне резултате. Шекман је бивши уредник eLife-а, часописа отвореног приступа, и супарник Nature, Cell и Science. Залаже се за бесплатан приступ радовима.